# Zijad Arslanagić
Zijad Arslanagić (* 18. April 1936 in Trebinje; † 7. Januar 2020) war ein bosnisch-jugoslawischer Fußballspieler.

## Sportlicher Werdegang
Arslanagić begann mit dem Fußballspielen in seinem Heimatort beim FK Leotar Trebinje. Über den FK Rakovica kam er 1958 zum FK Sarajevo, wo er sich in der höchsten jugoslawischen Spielklasse als Offensivspieler etablierte. 1964 wechselte er zum Zweitligisten NK Olimpija Ljubljana , mit dem er am Ende seiner ersten Spielzeit in die erste Liga aufstieg. Dort avancierte er zum jugoslawischen Nationalspieler und bestritt sein einziges Länderspiel beim 1:1-Unentschieden am 7. November 1965 gegen Norwegen im Rahmen der Qualifikation für die Weltmeisterschaftsendrunde 1966.
1967 wechselte Arslanagić ins Ausland und schloss sich dem belgischen Klub KFC Beringen an. Nach einer Spielzeit wechselte er nach Deutschland, wo er für SC Tasmania 1900 Berlin in der Regionalliga Berlin auf Torejagd ging. Dort beendete er anschließend seine Profikarriere.